# Куп шест нација 2017.
Куп шест нација 2017. (службени назив: 2017 RBS 6 Nations) је било 123. издање овог најелитнијег репрезентативног рагби такмичења Старог континента, а 18. од проширења Купа пет нација на Куп шест нација.
Турнир су поново освојили Енглези.  Црвеним ружама је избегао гренд слем у последњем колу, пошто су их Ирци победили у Даблину 13-9. Тако је Ирска прекинула сјајан низ рагби репрезентације Енглеске (18 везаних победа у тест мечевима). Шкотланђани и Французи су напредовали, Велс је играо испод нивоа, а Италија је поново служила као топовско месо. Новина ове године је била та, да је по први пут у историји овог такмичења коришћено правило бонус бода.

## Учесници
Напомена:
Северна Ирска и Република Ирска наступају заједно.
|   | Селекција                      | Стадион                             | Селектор    | Капитен         |
| - | ------------------------------ | ----------------------------------- | ----------- | --------------- |
| 1 | Рагби репрезентација Италије   | Стадион Олимпико, Рим (73 261)      | Конор О'шеј | Серђо Парисе    |
| 2 | Рагби репрезентација Француске | Стад де Франс, Париз (81 338)       | Гај Новс    | Жулијен Жуирадо |
| 3 | Рагби репрезентација Енглеске  | Стадион Твикенам, Лондон (82 000)   | Еди Џоунс   | Дилан Хартли    |
| 4 | Рагби репрезентација Шкотске   | Стадион Марифилд, Единбург (67 144) | Верн Котер  | Џон Баркли      |
| 5 | Рагби репрезентација Велса     | Стадион Миленијум, Кардиф (74 500)  | Роб Хаули   | Алан Вин Џонс   |
| 6 | Рагби репрезентација Ирске     | Стадион Авива, Даблин (51 700)      | Џо Шмит     | Рори Бест       |

## Такмичење

### Прво коло
Шкотска - Ирска 27-22
Енглеска - Француска 19-16
Италија - Велс 7-33

### Друго коло
Италија - Ирска 10-63
Велс - Енглеска 16-21
Француска - Шкотска 22-16

### Треће коло
Шкотска - Велс 29-13
Ирска - Француска 19-9
Енглеска - Италија 36-15

### Четврто коло
Велс- Ирска 22-9
Италија - Француска 18-40
Енглеска - Шкотска 61-21

### Пето коло
Шкотска - Италија 29-0
Француска - Велс 20-18
Ирска - Енглеска 13-9

## Табела
|   | Селекција                      | ИГ | Д | Н | И | ПД  | ПП  | ПР   | ББ | Б  |  |
| - | ------------------------------ | -- | - | - | - | --- | --- | ---- | -- | -- |  |
| 1 | Рагби репрезентација Енглеске  | 5  | 4 | 0 | 1 | 146 | 81  | +65  | 3  | 19 |  |
| 2 | Рагби репрезентација Ирске     | 5  | 3 | 1 | 1 | 126 | 77  | +49  | 2  | 14 |  |
| 3 | Рагби репрезентација Француске | 5  | 3 | 0 | 2 | 107 | 90  | +17  | 2  | 14 |  |
| 4 | Рагби репрезентација Шкотске   | 5  | 3 | 0 | 2 | 122 | 118 | +4   | 2  | 14 |  |
| 5 | Рагби репрезентација Велса     | 5  | 2 | 0 | 3 | 102 | 86  | +16  | 2  | 10 |  |
| 6 | Рагби репрезентација Италије   | 5  | 0 | 0 | 5 | 50  | 201 | -151 | 0  | 0  |  |

| Победник Купа шест нација 2017.                                  |
| ---------------------------------------------------------------- |
| Рагби репрезентација Енглеске 28. титула првака Европе у рагбију |

## Индивидуална стастика
Највише поена
- Камиле Лопез 67, Француска
- Овен Фарел 63, Енглеска
- Ли Халфпени 62, Велс
- Фин Расел 45, Шкотска
- Педи Џексон 36, Ирска

Највише есеја
- Дени Кер 3, Енглеска
- Кит Ерлс 3, Ирска
- Крег Гилрој 3, Ирска
- Стјуарт Хог 3, Шкотска
- Џонатан Џозеф 3, Енглеска